# Jessica Gillarduzzi
Jessica Gillarduzzi (Pieve di Cadore, 7 giugno 1980) è una bobbista italiana, di Cortina d'Ampezzo.
Ha partecipato ai XX Giochi olimpici invernali di Torino giungendo 12ª nel bob a due in coppia con Fabiana Mollica.